# Bundesstraße 436
Pour les articles homonymes, voir Route 436.
La Bundesstraße 436 est une Bundesstraße du Land de Basse-Saxe.

## Géographie
La B 436 commence dans l'arrondissement de Leer à la jonction de Weener (sortie de la Bundesautobahn 31 (A 31)). Elle traverse Möhlenwarf, contourne la ville de Weener au nord, où elle longe la rive ouest de l'Ems sur environ 7 km. Elle franchit la rivière au niveau du pont Jann-Berghaus puis tourne vers le nord. En tant qu'anneau urbain à quatre voies, elle contourne la ville de Leer par Heisfelde à l'ouest et au nord, afin, brièvement sur un itinéraire divisé, de revenir vers l'ouest avec la B 70 à l'intersection Spier. Elle continue par Loga et Holtland jusqu'à Hesel.
Sur une section d'environ 5 km, elle continuera d'abord en se mêlant à la B 72 jusqu'à ce qu'elle en bifurque enfin à Bagband. Par Großefehn, elle mène à Wiesmoor puis quitte l'arrondissement d'Aurich.
La B 436 passe par les villages de Rußland et Amerika jusqu'à Friedeburg et contourne le village de Horsten. En passant par Altgödens et Neustadtgödens, elle croise l'A 29 un peu au sud de Sande, où elle se termine ou mène comme Kreisstraße 99 à la gare de Sande.

## Histoire
Entre 1834 et 1840, la chaussée entre Leer et Aurich est construite aux frais de l'État. Entre 1840 et 1854, la chaussée entre Leer et Neuschanz est construite.
La section de Weener à Hesel était autrefois la B 75. Avec l'achèvement de la Bundesautobahn 28 (A 28), largement parallèle, celle-ci fut rétrogradée en Landstraße sur la section Ostfriesland-Oldenburg-Delmenhorst.

## Source
- (de) Cet article est partiellement ou en totalité issu de l’article de Wikipédia en allemand intitulé « Bundesstraße 436 » (voir la liste des auteurs).

1. ↑  (de) « Russland/Amerika - Rundwanderung », sur suedliches-ostfriesland.de (consulté le 28 septembre 2021)